# Гіллв'ю (Іллінойс)
Гіллв'ю (англ. Hillview) — селище (англ. village) в США, в окрузі Ґрін штату Іллінойс. Населення — 94 особи (2020).

## Географія
Гіллв'ю розташований за координатами 39°26′58″ пн. ш. 90°32′19″ зх. д. / 39.44944° пн. ш. 90.53861° зх. д. (39.449555, -90.538574).  За даними Бюро перепису населення США в 2010 році селище мало площу 2,11 км², уся площа — суходіл.

## Демографія
Згідно з переписом 2010 року, у селищі мешкали 193 особи в 70 домогосподарствах у складі 57 родин. Густота населення становила 91 особа/км².  Було 99 помешкань (47/км²).
Расовий склад населення:
| - 97,4 % — білих - 1,0 % — чорних або афроамериканців |

До двох чи більше рас належало 1,0 %. Частка іспаномовних становила 0,5 % від усіх жителів.
За віковим діапазоном населення розподілялося таким чином: 26,4 % — особи молодші 18 років, 57,5 % — особи у віці 18—64 років, 16,1 % — особи у віці 65 років та старші. Медіана віку мешканця становила 39,9 року. На 100 осіб жіночої статі у селищі припадало 107,5 чоловіків;  на 100 жінок у віці від 18 років та старших — 102,9 чоловіків також старших 18 років.
Середній дохід на одне домашнє господарство  становив 50 166 доларів США (медіана — 46 563), а середній дохід на одну сім'ю — 55 022 долари (медіана — 51 071). За межею бідності перебувало 33,7 % осіб, у тому числі 50,0 % дітей у віці до 18 років та 0,0 % осіб у віці 65 років та старших.
Цивільне працевлаштоване населення становило 59 осіб. Основні галузі зайнятості: освіта, охорона здоров'я та соціальна допомога — 30,5 %, мистецтво, розваги та відпочинок — 23,7 %, транспорт — 18,6 %, виробництво — 13,6 %.